# 小行星1682
小行星1682（1682 Karel）是一颗围绕太阳公转的小行星。1949年8月2日，卡爾·威廉·萊茵姆特在海德堡发现了此天体。
該小行星以荷蘭天文學家科內利斯·約翰內斯·范豪滕和英格麗德·范豪滕-赫魯內費爾德的兒子卡雷爾（Karel）命名。
这颗小行星的绝对星等为9.57354等。